# Semantisch kenmerk
Semantisch kenmerk is een benaming die wordt gebruikt in de structurele semantiek en met name de componentenanalyse voor de kleinste betekenisdragende eenheden van een vrij of gebonden morfeem. 

## Beschrijving
Een semantisch kenmerk komt ongeveer overeen met een seem in de woordsemantiek. Enkele andere benamingen zijn "semantische component", "semantische constituent" of "begripskenmerk". Een semantisch kenmerk in de semantiek is vergelijkbaar met een distinctief kenmerk in de fonologie. Om begripsverwarring te vermijden wordt echter in de semantiek meestal niet van een "distinctief kenmerk" gesproken.
Verder worden wezenlijke, kenmerkende ofwel noodzakelijke semantische kenmerken onderscheiden van onwezenlijke ofwel accidentele. Een voorbeeld van een noodzakelijk semantisch kenmerk is [nat] als kenmerk van water.

## Toepassing
Semantische kenmerken worden in de semantische structuuranalyse gebruikt om een enkel lexeem als een hiërarchische combinatie van deze kenmerken te ontleden, of om de betekenisrelaties tussen verschillende woorden binnen hetzelfde woordveld in termen van semantische kenmerken te onderzoeken, evenwel zonder dat dit gepaard gaat met ambiguïteit.

## Semantisch universalisme
De ontologische status van semantische kenmerken is een van de onderwerpen van de universaliënstrijd. Centraal staat de vraag of, en zo ja in hoeverre deze kenmerken in onomasiologisch opzicht - wat wil zeggen waarbij niet het woord maar de betekenis als uitgangspunt wordt genomen - taaloverstijgende onderdelen van het begrippensysteem vormen dan wel componenten van vergelijkbare classificatiesystemen in verschillende culturen  zijn. Voor deze zogeheten universalismestelling gelden drie noodzakelijke voorwaarden:
- Er moet sprake zijn van een vaste en in alle talen gelexicaliseerde verzameling semantische kenmerken.
- De formele combinatieprincipes met behulp waarvan uit semantische kenmerken betekenissen worden afgeleid moeten universeel zijn.
- Lexicale eenheden moeten in alle talen volledig in semantische kenmerken opsplitsbaar zijn.

Deze stelling is enigszins omstreden, omdat semantische kenmerken op deze manier worden voorgesteld als "statisch, niet-contextueel gebonden en onveranderlijk". Het alternatief is dat semantische kenmerken gebonden zijn aan het lexicon van een bepaalde taal.